# Новоавстрійський метод прокладання тунелів
Новий австрійський метод прокладання тунелів (англ. New Austrian tunneling method NATM), також відомий як послідовний метод розкопок (англ. sequential excavation method, SEM) або метод облицювання напиленим бетоном (англ. sprayed concrete lining method, SCL), — метод сучасного проєктування та будівництва тунелів із застосуванням складного моніторингу для оптимізації різних методів зміцнення стін на основі від типу породи, що зустрічається під час проходження тунелю.
Ця техніка вперше привернула увагу в 1960-х роках на основі роботи Ладіслава фон Рабцевича, Леопольда Мюллера та Франца Пахера (1957—1965 рр., Австрія).
Назва NATM була призначена для того, щоб відрізнити його від попередніх методів, з його економічною перевагою використання природної геологічної міцності, наявної в навколишньому гірському масиві, щоб стабілізувати тунель, де це можливо, а не зміцнювати весь тунель.

Вважається, що NATM/SEM допомогли революціонізувати сучасну індустрію будівництва тунелів.
Багато сучасних тунелів використовують цю техніку проходки.
Послідовний метод розкопок є дуже економічно ефективним навіть в умовах карсту.

## Принципи
NATM об'єднує принципи поведінки гірських масивів під навантаженням і моніторинг продуктивності підземних споруд під час будівництва.
NATM часто називають підходом «проєктування в ході роботи», який забезпечує оптимізовану підтримку на основі спостережуваних умов ґрунту.
Точніше його можна описати як підхід «проєктування під час моніторингу», заснований на спостережуваній конвергенції та розбіжності в облицюванні та картографуванні переважаючих умов породи.
Це не набір конкретних методів розкопок і підтримки.
NATM має сім елементів:
- Експлуатація міцності природного скельного масиву — покладається на природну міцність навколишнього скельного масиву, що зберігається як основний компонент підтримки тунелю. Первинна опора спрямована на те, щоб порода могла підтримувати себе.
- Захист торкретбетону — розхитування та надмірна деформація породи мають бути зведені до мінімуму. Це досягається нанесенням тонкого шару торкрет-бетону відразу після просування забою.
- Вимірювання та моніторинг — необхідно ретельно контролювати можливі деформації котловану. NATM вимагає встановлення складного вимірювального обладнання. Він закладається в обшивку, ґрунт і свердловини. У разі спостережуваних рухів додаткові опори встановлюються лише за потреби, що призводить до загальної економії загальної вартості проєкту.
- Гнучка опора — первинна підкладка тонка і відображає останні умови шарів. Використовується активна, а не пасивна опора, і тунель зміцнюється гнучкою комбінацією скельних болтів, дротяної сітки та сталевих ребер, а не товстішою бетонною обшивкою.
- Закриття інвертування — особливо важливо на м'якому ґрунті, швидке закриття інвертування (нижньої частини тунелю), яке створює кільце, що несуть навантаження, є важливим і має перевагу в залученні внутрішньої міцності скельного масиву, що оточує тунель.
- Контрактні домовленості — оскільки NATM базується на моніторингових вимірюваннях, можливі зміни в підтримці та методі будівництва, але лише якщо це дозволяє договірна система.
- Класифікація гірської маси, починаючи від дуже твердої до дуже м'якої, визначає мінімальні необхідні заходи підтримки та дозволяє уникнути економічних втрат, які є результатом непотрібно сильних заходів підтримки. Конструкції опорних систем існують для кожного з основних класів порід. Вони служать вказівками для зміцнення тунелю.

Виходячи з розрахунку оптимального поперечного перерізу, необхідний лише тонкий торкрет-бетонний захист.
Він наноситься безпосередньо за виритою поверхнею тунелю, щоб створити природне несуче кільце та мінімізувати деформацію породи.
Для вимірювання пізнішої деформації котловану встановлюються геотехнічні прилади.
Можливий моніторинг розподілу напруги в породі.
Такий моніторинг робить метод дуже гнучким, навіть якщо команди стикаються з неочікуваними змінами геомеханічної консистенції гірських порід, наприклад через тріщини або ямну воду.
Армування виконується дротяним бетоном, який можна комбінувати зі сталевими ребрами або болтами, а не з більш товстим торкретбетоном.
Виміряні властивості гірських порід пропонують відповідні інструменти для зміцнення тунелю, де вимоги до підтримки традиційно можна оцінити за допомогою системи RMR або Q-систем.

З початку ХХІ століття NATM використовується для проходки м'якого ґрунту та створення тунелів у пористих відкладах. NATM дозволяє негайно коригувати деталі конструкції, але для підтримки таких змін потрібна гнучка договірна система.

## Варіанти назв
NATM спочатку був розроблений для використання в Альпах, де тунелі зазвичай копають на глибині та в умовах високого тиску на місці.
Принципи NATM є основоположними для сучасного прокладання тунелів, і NATM принципово передбачає спеціальне вирішення конкретних умов ґрунту, з якими стикаються.
Більшість міських тунелів будуються на невеликій глибині, і їм не потрібно контролювати вивільнення напруги на місці, як це було з оригінальним NATM в Альпах.
Проєкти в містах надають вищий пріоритет мінімізації поселень, тому, як правило, використовують методи підтримки, відмінні від оригінального NATM.
Це призвело до плутанини в термінології, оскільки інженери-тунелісти використовують «NATM» для позначення різних речей.
З'явилися нові терміни, а також альтернативні назви для певних аспектів NATM, оскільки його використання поширилося.
Це частково викликано збільшенням використання методу прокладання тунелів у Сполучених Штатах, особливо в неглибоких тунелях з м'яким ґрунтом.
Для цього сучасного стилю прокладання тунелів можна побачити й інші позначення; метод послідовного розкопування або облицювання напиленим бетоном часто використовуються в неглибоких тунелях.
У Японії використовуються терміни «Центральна роздільна стінка NATM» або «Метод поперечної діафрагми» і «Метод верхньої половини вертикального поділу».
Австрійське товариство інженерів та архітекторів визначає NATM як «метод, при якому навколишні породи або ґрунтові утворення тунелю інтегруються в загальну кільцеподібну опорну структуру. Таким чином, опорні утворення самі будуть частиною цієї опорної конструкції».

Деякі інженери використовують NATM щоразу, коли пропонують торкрет-бетон для початкової наземної опори відкритого тунелю.
Термін NATM може ввести в оману щодо тунелів із м'яким ґрунтом.
Як зазначив Еміт Браун, NATM може означати як філософію дизайну, так і метод будівництва.

## Ключові особливості
Ключовими особливостями філософії дизайну є NATM:
- Міцність ґрунту навколо тунелю навмисне мобілізовано максимально можливою мірою.
- Мобілізація міцності ґрунту досягається шляхом дозволу контрольованої деформації ґрунту.
- Первинна опора встановлюється з навантажувально-деформаційними характеристиками, що відповідають умовам ґрунту, а монтаж розраховується на деформації ґрунту.
- Інструменти встановлюються для моніторингу деформацій у початковій системі опори, а також для створення основи для варіювання початкової конструкції опори та послідовності земляних робіт.

Коли NATM розглядається як метод будівництва, ключові особливості:
- Тунель послідовно викопується та підтримується, і послідовність розкопок може бути змінена для ефективного вирішення конкретних умов породи, з якими стикаються.
- Початкова підтримка ґрунту забезпечується торкретбетоном у поєднанні з волокнистою або зварною дротяною арматурою, сталевими арками (зазвичай ґратчастими балками), а іноді й ґрунтовою арматурою (наприклад, ґрунтовими цвяхами, насипом).
- Постійною опорою є, як правило, залита бетонна підкладка, розміщена поверх гідроізоляційної мембрани.
- Відбувається швидке закриття інверту, тобто нижньої частини тунелю, для створення структурного кільця, яке використовує переваги гірської або ґрунтової дуги, природно створеної у верхній частині секції тунелю.

## Безпека
Обвал тунелю в аеропорту Лондон-Гітроу в 1994 році викликав сумніви щодо безпеки NATM.
Однак подальший судовий процес звинувачував у обвалі погане виконання робіт і недоліки в управлінні будівництвом, а не NATM.